# Federico José Pagura
Federico José Natalio Pagura (Arroyo Seco (Santa Fe), 9 de febrero de 1923-Rosario (Santa Fe), 6 de junio de 2016) fue un líder religioso argentino y defensor de los derechos humanos. Convertido al metodismo en su adolescencia. En 1940, se graduó de maestro normal en la Escuela Normal Domingo F. Sarmiento de Rosario. Y, también se graduó de la Facultad Evangélica de Teología, en Buenos Aires. Hizo estudios de postgrado en EE. UU. y fue ordenado pastor metodista en 1950.
En 1969, Pagura fue elegido obispo, en la sesión final de la Conferencia Central de América Latina de la Iglesia Metodista Unida, y sirvió como Obispo Metodista de Costa Rica y de Panamá hasta 1973. Volvió a la Argentina y fue profesor enseñando en el Seminario. Se distinguió como un ferviente defensor de los derechos humanos y del ecumenismo. 
Entre 1972 a 1992, Pagura sirvió como presidente del Consejo Latinoamericano de Iglesias. Ayudó a refugiados de la persecución política en Chile, después del golpe de 1973 que llevó a Pinochet al poder. Posteriormente, fue uno de los fundadores del Movimiento Ecuménico por los Derechos Humanos en 1976. durante la dictadura cívico-militar argentina (1976-1983), así el obispo Pagura se unió a las vigilias de las Madres de la Plaza de Mayo para protestar contra el secuestro de miles de niños.
Pagura fue elegido obispo de la Iglesia Evangélica Metodista de Argentina y sirvió de 1977 a 1989. En 1998, fue elegido para un mandato de seis años como uno de los 10 copresidentes del Consejo Mundial de Iglesias. Conservó el título de obispo metodista emérito.
Interesado en la poesía y la música, desde su adolescencia, fue presidente del comité de redacción, que publicó en 1962 un libro de himnos interdenominacionalrd "Cántico Nuevo", contribuyendo con 77 traducciones de cantos al español, junto con cinco himnos originales.
Escribió muchas letras de tangos positivos, a diferencia de las características fatalistalistas del género, los suyos hablan de la vida y el Evangelio, como el tango "Tenemos Esperanza" de 1979, que es un emblema de la tendencia entre los cristianos argentinos para adaptar la música popular a fines religiosos.
En Argentina, presidió el Movimiento Ecuménico pro Derechos Humanos de Argentina, desde la dictadura militar. Una bomba estuvo a punto de acabar con la vida de su esposa, su hija y la madre de su esposa. La prueba sirvió de estímulo a la familia: «Esto nos afirmó más que nunca a trabajar en defensa de la vida de nuestros compatriotas». El secuestro y desaparición del profesor Mauricio López, miembro de ese Movimiento Ecuménico y rector de la Universidad de S. Luis, Argentina, les marcó profundamente.
En 2003, el Congreso de la Nación Argentina, incluyó al Obispo Pagura en su lista de los "más destacados" del país.